# Barisan Alternatif
El Barisan Alternatif (en malayo: Frente Alternativo) conocido como BA, fue una coalición electoral malaya fundada en 1998 por Anwar Ibrahim, luego de su expulsión del cargo de vice primer ministro y su distanciamiento con el gobierno. Se trataba de una alianza entre los cuatro principales partidos de la oposición (los socioliberales Partido de la Justicia Popular o PKR y Partido de Acción Democrática o DAP; el socialista Partido Popular de Malasia o PRM, y el islamista Partido Islámico de Malasia o PAS) cuyo objetivo era desbancar al gobernante y dominante Barisan Nasional (Frente Nacional) del poder.
Desde su creación, el Frente Alternativo careció de la confianza del electorado no musulmán debido a la renuencia del PAS de renunciar a su objetivo de convertir a Malasia en un estado islámico. A pesar de esto, el BA obtuvo un buen resultado en las elecciones federales de 1999, en las cuales el PAS fue el partido de la alianza que mejor desempeño tuvo. Esto fue contraproducente ya que causó el pánico de la enorme minoría no musulmana (30%) del país, y generó en primer lugar la ruptura del BA con el DAP el 21 de septiembre de 2001, y una subsecuente derrota electoral aplastante en los comicios de 2004. Posterior a eso, el PAS renunció a su objetivo de convertir al país en un estado islámico y se estableció una nueva coalición, el Pakatan Rakyat (Pacto Popular).

## Resultados electorales
|  | 40.23 % |

|  | 23.97 % |